# Blažena Šmejkalová
Blažena Šmejkalová (10. srpna 1921 – ???) byla česká a československá politička Komunistické strany Československa, poúnorová poslankyně Národního shromáždění ČSSR a poslankyně České národní rady, Sněmovny lidu a Sněmovny národů Federálního shromáždění za normalizace.

## Biografie
Ve volbách roku 1964 byla zvolena za KSČ do Národního shromáždění ČSSR za Severočeský kraj. V Národním shromáždění zasedala až do konce volebního období parlamentu v roce 1968. K roku 1968 se profesně zmiňuje coby účetní ekonomka JZD Radovesice z obvodu Lovosice. Bytem byla v obci Radovesice.
Po federalizaci Československa usedla roku 1969 do České národní rady (slib složila dodatečně v dubnu 1969, ale jen z důvodu předchozí absence – do ČNR byla vybrána již od počátku jejího ústavního fungování od ledna 1969) a do Sněmovny lidu Federálního shromáždění (volební obvod Lovosice). Ve volbách roku 1971 byla zvolena do Sněmovny národů, kde setrvala do konce volebního období parlamentu, tedy do voleb roku 1976.